# Negativismus (Kritischer Rationalismus)
Der Negativismus ist im Kritischen Rationalismus die Position, dass gültige Argumente niemals bestätigende Auswirkungen haben können, sondern dass sie eine Behauptung immer nur negativ und kritisch beurteilen. Der Negativismus steht dabei dem Positivismus entgegen, der positive Befunde für Behauptungen sucht und diese Behauptungen so argumentativ zu stärken versucht.